# 赫魯曉夫主義

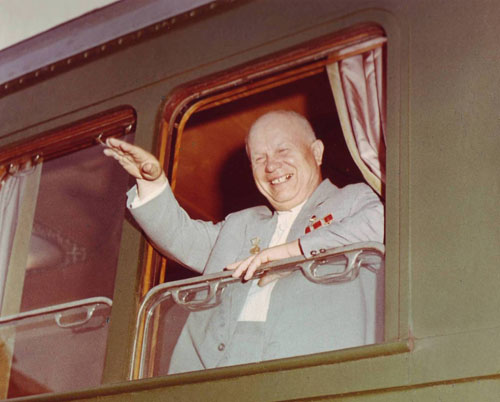
尼基塔·赫鲁晓夫

赫鲁晓夫主义（英語：Khrushchevism）是基于苏共中央第一书记尼基塔·赫鲁晓夫和他领导的政府的政策而形成的一种理论。

## 评价
1964年3月31日，中国《人民日报》编辑部和《红旗》杂志编辑部联名发表文章《无产阶级革命和赫鲁晓夫修正主义——八评苏共中央的公开信，文章将赫鲁晓夫的“和平过渡”路线命名为“赫鲁晓夫修正主义”，认为：
国际共产主义运动历史上的一切修正主义者，他们背叛马克思主义，背叛无产阶级，都集中表现在反对暴力革命，反对无产阶级专政，主张从资本主义和平过渡到社会主义。赫鲁晓夫修正主义也正是这样。在这个问题上，赫鲁晓夫是伯恩施坦和考茨基的门徒，也是白劳德和铁托的门徒。
赫鲁晓夫主义是去斯大林化运动的产物，提倡对文化差异采取更多的包容，采取更开放的国际关系政策，否定斯大林的专断和恐怖政策。
赫鲁晓夫主义作为一种政治现象不止出现在苏联，毛泽东亦曾试图参照赫鲁晓夫主义探索中国的国家建设道路，但随着毛和赫鲁晓夫在意识形态上出现重大分歧而停止。